# Ocult
Ocult (títol original: The Hidden) és una pel·lícula americana dirigida per Jack Sholder, estrenada l'any 1987. Ha estat doblada al català.

## Argument
Un policia de Los Angeles, Tom Beck (Michael Nouri), que és adjunt - a desgrat - d'un misteriós agent de l'FBI, Lloyd Gallagher (Kyle MacLachlan), investiga sobre una sèrie de crims comesos per honestos ciutadans que d'un dia a l'altre han girat cap al mal. Beck descobreix no només que l'enemic no és altre que un alien que pren possessió dels cossos d'innocents per perpetrar les seves malifetes, i que a més el seu coequipier de l'FBI és igualment un visitant de les estrelles.

## Repartiment
- Kyle MacLachlan: Lloyd Gallagher
- Michael Nouri: Tom Beck
- Claudia Christian: Brenda Lee Van Buren
- Clarence Felder: tinent John Masterson
- Clu Gulager: tinent Ed Flynn
- Ed O'Ross: Cliff Willis
- William Boyett: Jonathan Miller
- Richard Brooks: Sanchez
- Larry Cedar: Brem
- Katherine Cannon: Barbara Beck
- John McCann: senador Holt
- Chris Mulkey: Jack DeVries
- Lin Shaye: Carol Miller
- James Luisi: Ferrari Salesman
- Frank Renzulli: Michael Buckley
- Branscombe Richmond: primer policia qu'abat Masterson
- Danny Trejo: el presoner

## Al voltant de la pel·lícula
- El rodatge es va desenvolupar a New York i Los Angeles.
- Una continuació, Hidden 2 (1994), va ser dirigida per Seth Pinsker, mentre que un remake, The Seed (2008), va ser dirigit per Rock Shaink Jr.

## Banda original
- Hidden, interpretada per The Truth
- Black Girl White Girl, interpretada per The Lords of the New Church
- Is There Anybody In There?, interpretada per Hunters & Collectors
- Say Good Bye, interpretada per Hunters & Collectors
- On Your Feet, interpretada per Shok Paris
- Going Down Fighting, interpretada per Shok Paris
- Weapons of Love, interpretada per The Truth
- Still in Hollywood, interpretada per Concrete Blonde
- Your Haunted Head, interpretada per Concrete Blonde
- While the Going's Good, interpretada per Twin Set & the Pearls
- You Make Me Feel So Young, interpretada per Brian Gunboty
- Out of Control (In My Car), interpretada per ULI
- Bad Girl, interpretada per Mendy Lee
- Over Your Shoulder, interpretada per Concrete Blonde

## Rebuda
La pel·lícula ha conegut un èxit comercial moderat, informant aproximadament 9.747.000 $ al box-office a Amèrica del Nord per un pressupost de 5 milions.
Ha tingut un rebuda de la crítica favorable, recollint un 77 % de crítiques positives, amb una nota mitjana de 6,9/10 i sobre la base de 22 crítics en el lloc Rotten Tomatoes.

## Premis i nominacions
- Premi del Jurat de la crítica internacional i premi al millor actor per Michael Nouri, en el Festival Internacional de Cinema Fantàstic de Catalunya el 1987.
- Nominació a la millor pel·lícula de ciència-ficció, millor director, millor guió i millor actor per Michael Nouri, per l'Acadèmia de Cinema de ciència-ficció, fantàstica i de terror l'any 1988.
- Gran Premi, en el Festival internacional de cinema fantàstic d'Avoriaz 1988.
- Premi al millor director i nominació a la millor pel·lícula, en el festival Fantasporto l'any 1988.